# Mumuzinho
Mumuzinho, nome artístico de Márcio da Costa Batista (Rio de Janeiro, 14 de dezembro de 1983) é um ator, cantor e compositor brasileiro de pagode. O cantor nasceu no bairro de Realengo. É irmão do ator Marcelo Batista.
Seu apelido começou a ser usado pelos familiares do músico antes mesmo da fama: seu irmão mais velho era chamado de Mumu devido à semelhança com o sambista e humorista Mussum. Como Márcio era o caçula, passou a ser chamado de Mumuzinho. Não há qualquer parentesco entre os irmãos e o humorista.

## Carreira artística
Atuou em diversos filmes nacionais, dentre os quais "Xuxa Popstar" (2000), "Cidade de Deus" (2002), "Cidade dos Homens" (2007) e "Tropa de Elite" (2007).
A partir de 2007 fez diversos shows de abertura das apresentações de artistas como Belo e Exaltasamba. Em 2008 foi chamado por Dudu Nobre para ser um dos vocalistas de apoio. Frequentava pagodes na casa de Alcione, Regina Casé e do empresário José Maurício Machline.

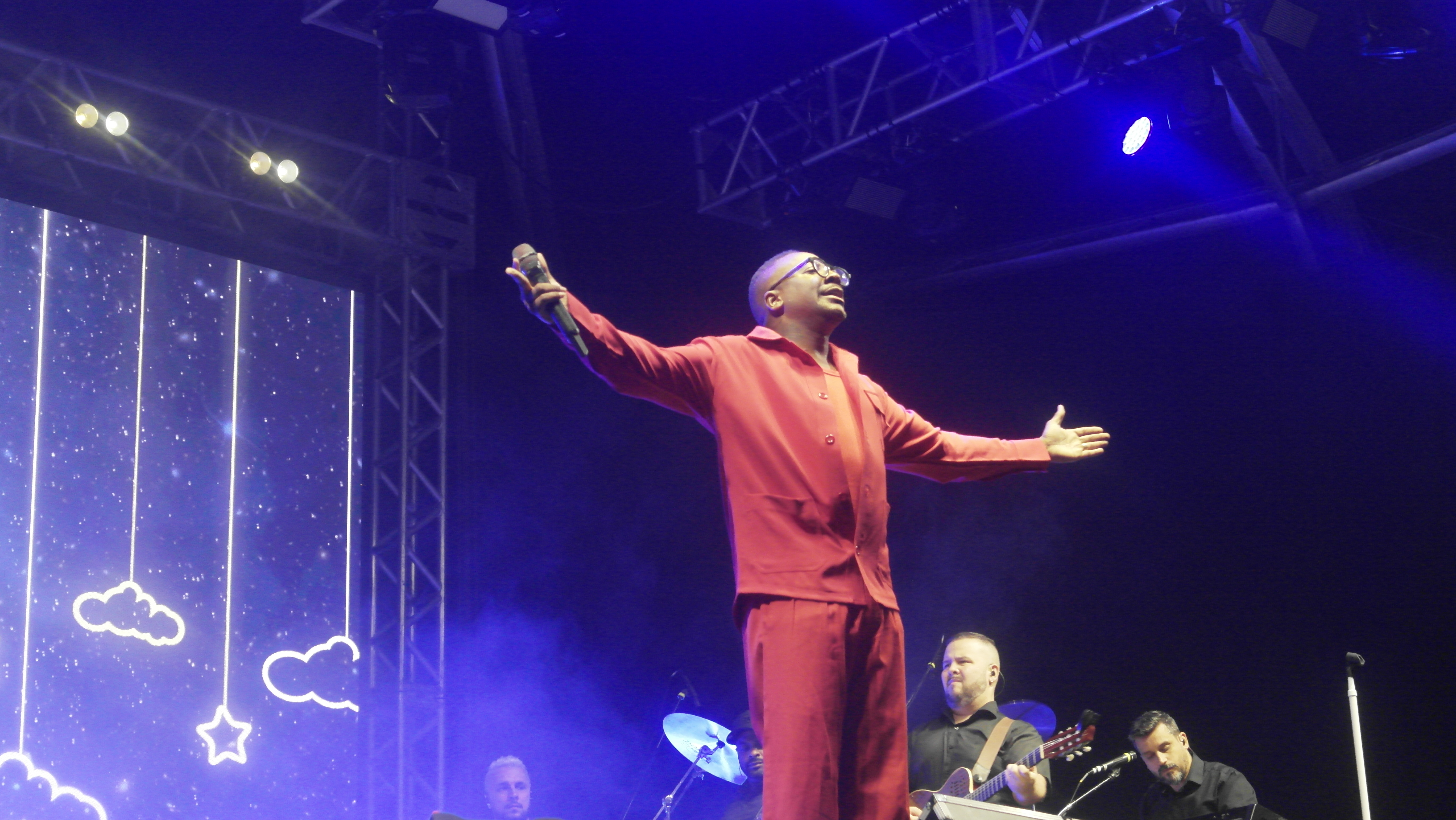
Mumuzinho ao vivo em Angra dos Reis (2024)

Em 2011 lançou pela internet o CD Transpirando amor, que contou com a faixa "Curto-circuito". A convite de Zeca Pagodinho, participou da gravação do DVD Quintal do Pagodinho, no qual interpretou a música "A voz do meu samba", parceria sua com André Renato.
Foi contratado pela Rede Globo de televisão como integrante do programa Esquenta! da apresentadora Regina Casé.
Em 2012 começou a gravar a minissérie Preamar do canal HBO. Nesse mesmo ano lançou, pelo selo Universal Music, o CD Dom de Sonhar', produzido por Bruno Cardoso, Sérgio Jr. e Lelê, integrantes do grupo Sorriso Maroto. O disco inclui algumas das músicas lançadas no CD Transpirando amor, como "Curto-circuito" (Claudemir e Felipe Silva), "Te amo" (Carlos Caetano e Adriano Ribeiro), "Mande um sinal"(André Renato e Felipe Silva), "Se eu tivesse o poder" (André Renato e Leandro Fabi) e "Calma" (Felipe Silva e Claudemir); regravações como a de "Minha Rainha" (Rita Ribeiro e Lourenço Cavalcante Neto), e a inédita "Dom de sonhar" (Péricles).
Em 2018, Mumuzinho lançou o CD/DVD A Voz Do Meu Samba.
Em 11 de setembro de 2020, foi anunciado como jurado da 5.ª temporada de The Voice Kids Brasil,substituindo temporariamente a cantora Claudia Leitte.

## Discografia

### Álbuns de estúdio
| Ano  | CDs              | Certificação |
| ---- | ---------------- | ------------ |
| 2012 | Dom de Sonhar    |              |
| 2015 | Fala Meu Nome Aí | * : PMB Ouro |

### Álbuns ao vivo
| Ano  | CDs                | Certificação       |
| ---- | ------------------ | ------------------ |
| 2013 | Mumuzinho Ao Vivo  |                    |
| 2018 | A Voz do Meu Samba | * : PMB 2× Platina |

### Álbuns de vídeo
| Ano  | CDs                | Certificação |
| ---- | ------------------ | ------------ |
| 2013 | Mumuzinho Ao Vivo  | Ouro         |
| 2018 | A Voz do Meu Samba |              |

### Singles e canções notáveis
| Ano  | Single                                           | Certificação       | Álbum                            |
| ---- | ------------------------------------------------ | ------------------ | -------------------------------- |
| 2012 | "Curto Circuito"                                 | - : PMB Ouro       | Dom de Sonhar                    |
| 2013 | "Mande Um Sinal/Calma/ Dom De Sonhar" (Ao Vivo)  | - : PMB Diamante   | Mumuzinho Ao Vivo                |
| 2015 | "Fulminante"                                     | - : PMB 2× Platina | Fala Meu Nome Aí                 |
| 2018 | "Eu Mereço Ser Feliz Agora" (Ao Vivo)            | - : PMB Diamante   | A Voz do Meu Samba (Ao Vivo)     |
| 2018 | "Curto Circuito/Fala/Te Amo" (Ao Vivo)           | - : PMB Ouro       | A Voz do Meu Samba (Ao Vivo)     |
| 2018 | "Não Quero Despedida" (Ao Vivo)                  | - : PMB Ouro       | A Voz do Meu Samba (Ao Vivo)     |
| 2018 | "Fulminante" (Ao Vivo)                           | - : PMB Diamante   | A Voz do Meu Samba (Ao Vivo)     |
| 2018 | "A Loba" (Ao Vivo)                               | - : PMB Ouro       | A Voz do Meu Samba (Ao Vivo)     |
| 2018 | "Homen Perfeito"                                 | - : PMB Ouro       | Homem Perfeito (single)          |
| 2020 | "Mantra"                                         | - : PMB Platina    | Mantra                           |
| 2020 | "Guerra de Almofada"                             | - : PMB Ouro       | Live do Mumu (Vol. 1/Ao Vivo)    |
| 2020 | "Confiança"                                      | - : PMB Platina    | Live do Mumu (Vol. 2/Ao Vivo)    |
| 2020 | "Playlist"                                       | - : PMB 2× Platina | Playlist                         |
| 2021 | "Tomara"                                         | - : PMB Ouro       | Tomara                           |
| 2022 | "Sem Vestígios" (Ao Vivo No Rio de Janeiro/2022) | - : PMB Ouro       | Resenha do Mumu (Ao Vivo/Deluxe) |
| 2024 | "Porradão / Deixa Alagar"                        | - : PMB Ouro       | Conectado com Mumuzinho          |
| 2024 | "A Três"                                         | - : PMB Ouro       | Conectado com Mumuzinho          |
| 2024 | "Por Enquanto /Citação: Meu Bem Querer"          | - : PMB Ouro       | Resenha de Verão (Ao Vivo)       |

## Filmografia

### Televisão
| Ano           | Título                             | Personagem / Cargo                     | Notas                            |
| ------------- | ---------------------------------- | -------------------------------------- | -------------------------------- |
| 2002          | Cidade dos Homens                  | Palito                                 | Episódio: "A Coroa do Imperador" |
| 2012          | Preamar                            | Wallace                                | Episódio: "O Mergulho"           |
| 2013–17       | Esquenta!                          | Comentarista                           |                                  |
| 2015          | Vai que Cola                       | Ele mesmo                              | 3ª Temp Episódio: "36            |
| 2015          | Mister Brau                        | Ele mesmo                              | Participação especial            |
| 2017          | Os Trapalhões                      | Mussa / Turbo Boy / Vários personagens |                                  |
| 2018          | Show dos Famosos                   | Participante                           | Temporada 2                      |
| 2020          | Salve-se Quem Puder                | Ele mesmo                              | Episódio: "23 de março"          |
| 2020          | The Voice Kids                     | Jurado                                 | Temporada 5                      |
| 2021          | The Voice +                        | Jurado                                 | Temporada 1                      |
| 2022–23       | Todas as Flores                    | José Carlos Nonato (Joca)              |                                  |
| 2023          | Minha Mãe Cozinha Melhor que a Sua | Participante (2. lugar)                | Episódio: "29 de janeiro"        |
| 2023          | The Voice Kids                     | Técnico                                | Temporada 8                      |
| 2023          | The Voice Brasil                   | Técnico Ajudante/Time Iza              | Temporada 12                     |
| 2024          | Mania de Você                      | Marcos (MRV)                           | Participações                    |
| 2025-presente | The Voice Brasil                   | Técnico                                | Temporada 13                     |

### Cinema
| Ano  | Título         | Personagem      |
| ---- | -------------- | --------------- |
| 2000 | Xuxa Popstar   | Cantor no teste |
| 2002 | Cidade de Deus | Salgueirinho    |
| 2007 | Tropa de Elite | Limão           |
| 2014 | Made in China  | Cliente         |